# Katherine Woodville
Katherine Woodville, född 12 mars 1938 i London, England, död 5 juni 2013 i Portland, Oregon, var en engelsk skådespelare. Hon medverkade i bland annat Rockford tar över, Våra bästa år, Lilla huset på prärien och Wonder Woman.